# عبد المالك البلغيثي
عبد المالك البلغيثي هو أديب مغربي في القرن العشرين. ولد بفاس وقد أسهم في الشعر المغربي، خصوصا منذ أربعينيات وخمسينيات القرن الماضي.

## ومن مدحه
ويقول الإعلامي عبد العلي التلمساني، في شهادة عن الشاعر الراحل عبد المالك البلغيثي، إن هذا الأخير، وهو من خريجي القرويين، برع في الشعر وخاض في أغراض متنوعة من غزل وتغني بالطبيعة وشعر حماسي مقاوم مناهض للحماية الفرنسية.
وأورد التلمساني عن الشاعر أبي بكر المريني وصفه لعبد المالك البلغيثي بـ«أمير شعراء المغرب في الخمسينيات»، بينما يذكر عنه صديقه الأديب محمد بلعباس القباج أنه «شاعر الجمال والطبيعة، يمتاز شعره بالجزالة والعذوبة، والذين يتصلون به عن كثب يشهدون له بتضلعه في اللغة والأدب».

## أعمالة
خلف عدة دوواين من بينها «المنار» و«راح الأرواح»، قريحته خدمة لنضال بلاده من أجل الحرية والاستقلال، مسجلا شهادته تجاه أحداث جسيمة في تاريخ المملكة، من قبيل الظهير البربري عام 1930 وأحداث 1944التي صاحبت تقديم عريضة المطالبة بالاستقلال ونفي محمد الخامس.

## وفاتة
وتوفي عندما ناهز 106 عاما.